# Blue Babe
Blue Babe est le nom donné à une momie de bison des steppes (Bison priscus) trouvée en Alaska. La particularité de ce fossile est sa couleur bleutée.

## Découverte
En 1979, un dénommé Walter Roman partit commencer sa journée dans une mine d'or près de Fairbanks, en Alaska. En dégageant au jet d'eau la boue et le limon gelé pour atteindre le gravier aurifère, Walter Roman découvrit un sabot, puis une patte d'animal recouverte de peau et de chair.
Walter Roman appela le paléontologue Dale Guthrie, de l'université de Fairbanks. Ils commencèrent à dégager l'animal du sol qui se dégelait lentement. Ils mirent finalement au jour une vraie momie de bison de l'ère glaciaire parfaitement conservée. Au contact de l'air, les minéraux deviennent bleu, c'est pourquoi ce bison fut nommé Blue Babe.

## Analyse scientifique
Le corps quasi-intact de Blue Babe a permis aux scientifiques de déterminer les raisons et la date de sa mort.
Il y a 36 000 ans, pendant l'ère glaciaire, un mâle Bison priscus est attaqué par deux ou trois lions (Panthera leo atrox, ou Panthera leo vereshchagini). Il est ensuite mangé, mais un des lions perd une dent. Peu à peu, Blue Babe est enseveli dans la boue, des minéraux se collent à sa peau, momifiant le corps.

## Exposition
Le corps de Blue Babe est aujourd'hui exposé à l'Université de l'Alaska à Fairbanks. Cependant, le corps exposé diffère du corps extirpé de Pearl Creek: un moule du corps a été créé, puis recouvert de la peau traitée de Blue Babe.